# アシャッフェンブルク侯国

アシャッフェンブルク侯国
Fürstentum Aschaffenburg

アシャッフェンブルク侯国（アシャッフェンブルクこうこく、ドイツ語: Fürstentum Aschaffenburg）は1803年から1810年まで存在した、神聖ローマ帝国およびライン同盟の侯国。首都はアシャッフェンブルクに置かれた。
1803年にマインツ選帝侯領が世俗化すると、マインツ選帝侯カール・テオドール・フォン・ダールベルクは補償として新しく建国したレーゲンスブルク侯国とヴェッツラー伯国を獲得した。アシャッフェンブルクの領土は首都のアシャッフェンブルクのほか、クリンゲンベルク、ロール、ヴェヒタースバッハ、シュタットプロツェルテン、オルプ、アウラも含まれる。
1806年に神聖ローマ帝国が消滅し、ライン同盟が結成すると、アシャッフェンブルク侯国もその加盟国となった。1810年、ナポレオン・ボナパルトはダールベルクの領地であるレーゲンスブルク侯国をバイエルン王国に与え、ダールベルクは補償としてハーナウとフルダを獲得した。ダールベルクはアシャッフェンブルク侯国、自由都市フランクフルト、ヴェッツラー伯国、ハーナウ、フルダを全て新しく建国したフランクフルト大公国に併合し、アシャッフェンブルクは大公国の県となった。しかし、ダールベルクはその後もアシャッフェンブルクに住み続けた。アシャッフェンブルク侯国の領土は1814年にバイエルンに併合された。